# Agrupación al Servicio de la República
La Agrupación al Servicio de la República (ASR) fue un movimiento político español creado en febrero de 1931 por José Ortega y Gasset, Gregorio Marañón y Ramón Pérez de Ayala con vistas a «movilizar a todos los españoles de oficio intelectual para que formen un copioso contingente de propagandistas y defensores de la República española», según su Manifiesto fundacional publicado en el periódico madrileño El Sol el 10 de febrero de 1931.

## Historia

### Fundación
La Agrupación al Servicio de la República no fue creada con la intención de ser un partido, sino un grupo de unión de intelectuales y profesionales interesados en construir un nuevo Estado. Así, la ASR debe entenderse como una empresa orteguiana, en la línea del artículo «El error Berenguer», publicado en El Sol el 15 de noviembre de 1930, en el que Ortega y Gasset concluía, frente a la crisis del régimen de la Restauración y de la Dictadura del general Miguel Primo de Rivera:

¡Españoles, vuestro Estado no existe! ¡Reconstruidlo! Delenda est Monarchia.

Tras la publicación de su manifiesto fundacional en El Sol el 10 de febrero de 1931, tuvo lugar lugar el primer acto público de la ASR el 14 de febrero en el Teatro Juan Bravo de Segovia, bajo la presidencia del poeta Antonio Machado. El día siguiente, 15 de febrero, el jefe del Gobierno, el general Berenguer, presentó su dimisión.
Dado el importante apoyo social que consiguió el llamamiento de la ASR, esta se fue convirtiendo en partido. El primer objetivo de la Agrupación al Servicio de la República era la convocatoria de «elecciones constituyentes» y la construcción de un Estado «auténticamente nacional» integrador de todas las clases de ciudadanos.

### Elecciones de 1931
En las elecciones municipales del 12 de abril de 1931, la ASR no presentó candidatos pero pidió el voto para la candidatura republicana. Después de la proclamación de la Segunda República Española dos días después, José Ortega y Gasset elogió la tranquilidad con la que el Gobierno provisional republicano había llevado a cabo el cambio de régimen. 
En vista a las elecciones constituyentes, convocadas para el 28 de junio de 1931, la ASR presentó candidatos dentro de la candidatura republicano-socialista. Constituyó un programa de signo liberal en lo político, que incluía las siguientes propuestas:[cita requerida]
1. Separación clara de los poderes ejecutivo y legislativo.
2. Parlamento unicameral elegido por las regiones, asistido por comisiones técnicas.
3. Estructuración regional (pero no federal) del Estado en grandes provincias gobernadas por asambleas y gobiernos locales.
4. Estatuto general del trabajo, con sindicación obligatoria de los trabajadores.
5. «Economía organizada», es decir, cierta planificación económica por parte del Estado, en vista a la construcción de un «Estado social».
6. Separación nítida de Iglesia y Estado.

La ASR consiguió 13 escaños de diputados en las Cortes Constituyentes: Justino de Azcárate, Alfonso García Valdecasas, Juan Díaz del Moral, Bernardo Giner de los Ríos, José Fernando González Uña, Vicente Iranzo, Gregorio Marañón, José Ortega y Gasset, José Pareja Yébenes, Ramón Pérez de Ayala, Manuel Rico Avello, Juan José Santa Cruz y Publio Suárez Uriarte.

### Debate constitucional
En el debate de totalidad del proyecto de la Comisión de Constitución celebrado entre el 27 de agosto y el 9 de septiembre de 1931, José Ortega y Gasset intervino como portavoz del grupo parlamentario de la Agrupación al Servicio de la República para decir que «nuestro grupo siente una alta estimación por el proyecto que esa Comisión ha redactado» («hay en este proyecto auténtico pensamiento democrático, sentido de responsabilidad democrática», añadiría más adelante), pero advirtiendo a continuación que «esa tan certera Constitución ha sido mechada con unos cuantos cartuchos detonantes, introducidos arbitrariamente por el espíritu de propaganda o por la incontinencia del utopismo».
Entre esos «cartuchos detonantes» destacó que «para el proyecto la autonomía es algo especial, puesto que no la estatuye para todos los españoles», sino que responde a los deseos «de dos o tres regiones ariscas», lo que daría lugar a «dos o tres regiones semi-Estados frente a España, a nuestra España»; en cuanto al resto de regiones, al afirmar el proyecto, según Ortega, que la autonomía sólo se concedería «a aquellas provincias que posean características definidas, históricas, culturales y económicas comunes», esto las animaría a «una campaña de nacionalismo allí donde hasta ahora no ha existido». Ortega propuso otra «solución»:: 

En cambio, si la Constitución crea desde luego la organización de España en regiones, ya no será la España una quien se encuentre frente a frente de dos o tres regiones indóciles, sino que serán las regiones entre sí quienes se enfrenten, pudiendo de esta suerte cernirse majestuoso sobre sus diferencias el Poder nacional, integral, estatal y único soberano. Contemplad la diferencia de una solución y de otra.
José Ortega y Gasset, Comisión de Constitución de las Cortes, 4 de septiembre de 1931.

El otro «cartucho detonante« era, según Ortega, «el artículo donde la Constitución legisla sobre la Iglesia», que le pareció «de gran improcedencia».

Yo dudo mucho que sea la mejor manera para curarse de tan largo pasado como es la historia del Estado-Iglesia, esas liquidaciones subitáneas [la disolución de las órdenes religiosas que aparecía en el artículo 24, luego 26, del proyecto]; no creo en esa táctica para combatir el pasado. (...) Nosotros propondríamos que la Iglesia, en la Constitución, aparezca situada en una forma algo parecida a lo que los juristas llaman una Corporación de Derecho público que permita al Estado conservar jurisdicción sobre su temporalidad.
José Ortega y Gasset, Comisión de Constitución de las Cortes, 4 de septiembre de 1931.

Las intervenciones de Ortega y Gasset en las Cortes, posteriormente recogidas en el libro Rectificación de la República, eran muy esperadas, comentadas y criticadas, en particular cuando se expresó sobre el problema de la estructura territorial del Estado y el proyecto de Estatuto de autonomía catalán. Pese a ello, el partido fue relativamente poco influyente en las Cortes, en parte por causa de las declaraciones del filósofo, que describía su movimiento como un grupo de intelectuales metidos en política solo por deber y como a disgusto.[cita requerida]

### Disolución
Muy pronto, el líder de la Agrupación al Servicio de la República mostró su desencanto respecto al nuevo régimen y al cariz demasiado extremista que tomaba. El «Manifiesto disolviendo la Agrupación al Servicio de la República» fue publicado en el periódico Luz el 29 de octubre de 1932: en él Ortega explicaba que la República estaba ya «suficientemente consolidada», por lo cual el grupo había conseguido su objetivo y se disolvía «dejando en libertad a sus hombres para retirarse de la lucha política o para reagruparse bajo nuevas banderas y hacia nuevos combates».
Los miembros de la ASR continuaron su trayectoria política en distintos partidos; la mayor parte pasó al Grupo Republicano Independiente, pero algunos pasaron al Frente Popular. 
Cierta falta de claridad y de concreción en el proyecto de la ASR impidió sin duda que su mensaje fuera bien entendido por la clase política española y adquiriese un amplio respaldo social; la imagen del partido quedó estrechamente vinculada a la personalidad de sus tres fundadores.[cita requerida]